# Altemar Henrique de Oliveira
Altemar Henrique de Oliveira (Ipatinga, 15 de abril de 1967), más conocido como Alt, es un administrador, educador, historiador, cartunista, y caricaturista brasilero.
Este artista se graduó en historia en la ciudad de Caratinga (estado de Minas Gerais) y, después en administración en la ciudad de Brasilia (capital federal de Brasil).
Sus primeras obras publicadas fueron las tiras cómicas de Zé, un Subdesarrollado para el periódico Diário do Aço, de su ciudad natal. También trabajó como caricaturista del periódico Diário do Rio Doce – Edição Vale do Aço en los años 1990, y asimismo ilustró libros infantiles y publicó historietas didácticas tales como Zé Matutando sobre Cultura e Arte de Viver y O Negro Conta a Sua História. Más recientemente colaboró con la revista Justilex especializada en asuntos jurídicos, allí publicando tiras de prensa con los personajes Canastrão & Bonfim.
Este artista también trabajó como editor de la Revista COFI - Correio Filatélico, publicación especializada en filatelia y coleccionismo.